# Gäddmete
Gäddmete är ett mete efter gädda som kan bedrivas både på vintern och sommaren, både med levande och dött bete. Det finns flera metoder såsom flötmete, bottenmete, ismete, flötestrolling. Det går att meta gädda med de flesta småfiskarter, men många menar att mört är att föredra, den säljs ofta levande av sportfiskebutiker vintertid. 
Andra lämpliga betesfiskar är ruda, abborre, makrill, sill eller strömming, braxen, id, färna, sarv och nors.

## Flötmete
Flötmete efter gädda är enligt många den mest spännande och effektiva fiskemetoden. Fiskar man med betesfisk i stilla vatten bör översta kroken fästas bakom ryggfenan och nedersta kroken bakom huvudet. I strömmande vatten eller från båt i rörelse, så kallad flötestrolling är det ofta bättre att fästa översta kroken i munnen och nedre längre bak på kroppen. Använder man tafs med en krok kan denna lämpligen fästas strax bakom huvudet i stilla vatten. Vid fiske med levande bete kan översta kroken lämpligen fästas vid ryggfenan och nedersta kroken vid bröstfenan. 
Vid fiske i strömmande vatten eller vid trolling med naturliga beten kan det vara bättre att fästa översta kroken i munnen och den nedersta i sidan på fisken. Fiskar man med småfisk kan man använda en enkelkrok som fästs i munnen. 
Ett enkelt och effektivt tackel vid gäddmete fås genom att montera ett flötesstopp eller stoppknut längst upp på linan, montera sedan dit en pärla, ett glidflöte, pärla, sänke, pärla, och sedan en tafs i kevlar, stål, tjock (över 1mm) nylon eller fluorocarbon på cirka 50 centimeter med en eller två krokar. Därefter återstår det endast att tackla upp betesfisken. 
Flötmete efter gädda kan bedrivas året runt i både stilla och rinnande vatten. Lämpliga fiskeplatser är utefter långvassar och vegetationsbälten, i djuphålor, branter vid grynnor eller grund, i höljor eller på platser du vet det finns fisk.

## Bottenmete
Ibland vill man fiska gäddan nära botten och då kan man fiska med en levande betesfisk som simmar upp till en tafslängd ifrån sänket, dött bete på botten eller ett dött bete som man får att flyta genom att injicera luft, sätta skumplastkulor på tafsen eller föra in en balsastav i betesfisken.
Vid bottenmete kan man använda sig av ett fast sänke, exempelvis ett paternostertackel, eller ett glidande sänke.
Vid bottenmete så behöver man antingen hålla koll på lina och spö för att se hugget alternativt använda sig av nappindikator eller nappalarm av samma typer som används vid karpfiske.
Man kan också bottenmeta med ett flöte som nappindikator där man ser om flötet dyker, välter eller på annat sätt ger en indikation vid hugg.